# Goldie Hawn
Goldie Jeanne Hawn (Washington, DC, 21. studenog 1945.), američka filmska glumica, nagrađena nagradama Oscar i Zlatni globus.
Rodila se 21. studenog 1945., od oca glazbenika i majke domaćice. Otac joj je bio prezbiterijanac, te je vukao korijene od Edwarda Ruthledgea, potpisnika američke Deklaracije nezavisnosti. Majka joj je bila Židovka, ali Goldie je ipak išla u crkvu i slavila Božić. Završila je osnovnu i srednju školu, ali je od fakulteta odustala.
Godine 1955. počinje se baviti glumom. Pjevala je i u zboru. Na kazališnim daskama debitira 1961. godine ulogom Julije u drami koju je postavila jedna družina. Godine 1969. godine debitira na filmu ulogom u filmu "Kaktusov cvijet" te za to dobiva Oscara. Glumila je u nizu uspješnih ostvarenja tijekom 1970-ih, 1980-ih i 1990-ih godina.
Ispočetka je bila u televizijskim serijama, gdje je glumila "glupu plavušu". Zadnji film, Sestre Banger dosada snimila je 2002. godine. Uspješna je i kao redateljica i producentica.
Zainteresirala se za istočnjačku filozofiju, pa svoju djecu odgaja i u židovskoj i budističkoj vjeri. Glumila je nasuprot velikim zvijezdama. Uz Oscara i Zlatni globus, čak dva puta je bila domaćica dodjele Oscara. Prvi put su joj parteri bili Gene Kelly, Walter Matthau,George Segal i Robert Shaw, a drugi put Chevy Chase i Paul Hogan. 
Udavala se dva puta. Ima dvoje djece iz drugog braka, kćer Kate Hudson i sina Olivera Hudsona, od kojih su oboje su priznati glumci. Od 1982. živi zajedno s Kurtom Russelom, čijem je sinu pomajka.